# Volksmuziek in Vlaanderen

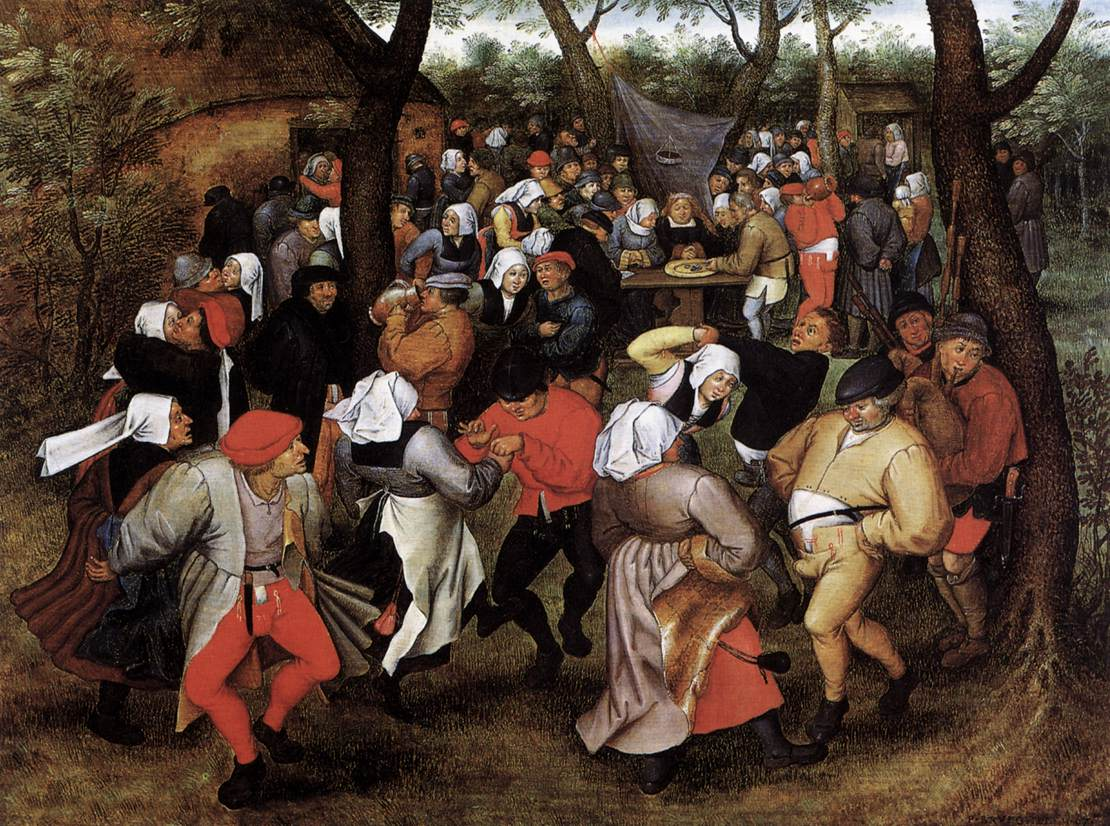

Vlaamse volks- of folkmuziek is een traditionele muziekstijl gebaseerd op het volksverleden en verhalen uit Vlaanderen en omstreken. Volksmuziek kan onderverdeeld worden in historische volksmuziek (waarbij er sprake is van een historische compositie en/of tekst) en de hedendaagse volksmuziek. Volksmuziek onderscheidt zich van kleinkunst door het historische aspect waarbij de muziek of tekst doorgaans via overlevering werd doorgegeven. Algemeen genomen noemt men volksmuziek ook wel 'traditionele muziek'.

## Stijl en vorm
Het huidige Vlaanderen was een historische ontmoetingsplaats van talen en culturen. Dit zorgde ervoor dat de volksmuziek in Vlaanderen op vlak van instrumentatie en liedteksten een erg ruime invulling kreeg, de Vlaamse volksmuziek kan hierdoor gezongen worden in verschillende talen en dialecten. Dit is anders dan bijvoorbeeld Spaanse of Schotse volksmuziek die een specifieke stijl en instrumentatie hebben. Net zoals de Nederlandse volksmuziek is de Vlaamse volksmuziek een synthese van verschillende stijlen, talen en instrumenten. 

Er zijn verschillende vormen die men kan terugvinden bij volksmuziek. Het overgrote deel van de volksmuziek zijn de verhalende liederen en rijmen die we vandaag nog kunnen terugvinden bij de volks- of kinderliedjes. Het oudste kinderliedje in de Nederlandse Liederenbank dat werd opgetekend met de uitdrukkelijke vermelding "kijnder zang" (kinderzang) stamt uit de vijftiende eeuw (hs. Brugge, ca. 1480-85). Boven het liedje staat vermeld: 'Ende de kinderkins van vlaenderen zonghen een liedekin' (En de kindertjes van Vlaanderen zongen een liedje). Vlaanderen kent ook op vlak van verhalende volksmuziek erg veel soorten liederen, zo zijn er ontelbaar veel teksten en composities terug te vinden uit het verleden. Daarnaast kan men de instrumentale volksmuziek die gebruikt wordt bij het volksdansen ook benoemen als volksmuziek.

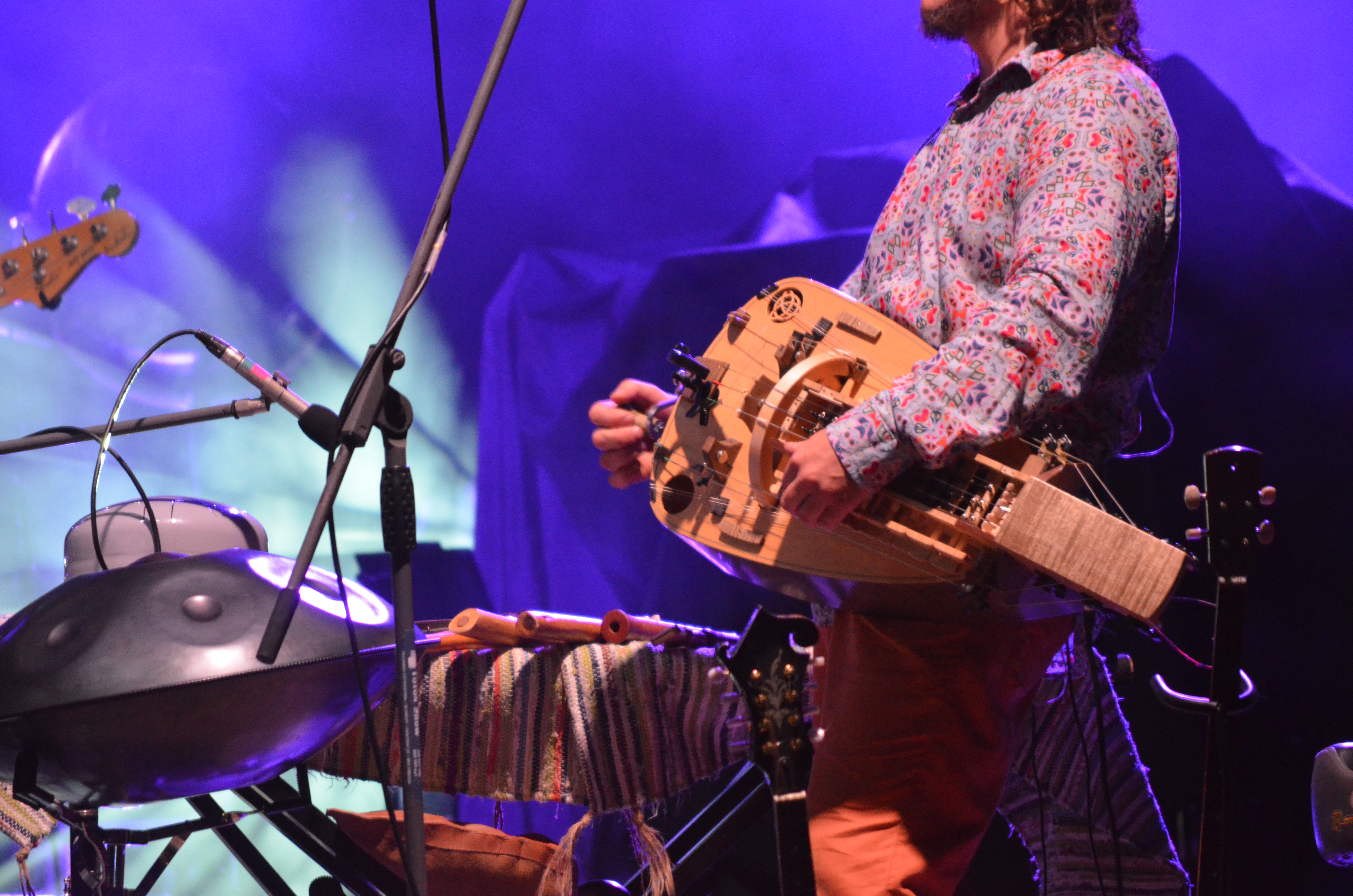
Een draailier is een typisch instrument binnen de volksmuziek

Volksmuziek in Vlaanderen werd doorgaans bespeeld op instrumenten zoals viool, fluit, doedelzak, draailier, schalmei en slagwerk (zoals een grote trom en tamboerijn). Na de uitvinding van de trekharmonica werd de daaruit ontwikkelde accordeon vaker gebruikt als traditioneel instrument, dit vaak als vervanging voor de draailier.

## Herkomst en gebruik
De herkomst van de volksmuziek is moeilijk te bepalen. Algemeen genomen ligt volksmuziek mee aan de basis van de muziekgeschiedenis waarbij mensen op verschillende manieren muziek trachtte te maken. Volksmuziek wordt doorgaans ook beschouwd als 'middeleeuwse' muziek, dit omdat vanaf de late middeleeuwen muziekstijlen erg snel evolueerde. Een belangrijke eigenschap binnen de volksmuziek (en ook wel het mystieke) is vaak de overlevering van muziek en teksten naar het heden, zonder dat de auteur en/of componist bekend is. Het gebruik van volksmuziek is logischer wijze te vinden in het historisch gebruik van muziek bij gebeurtenissen. Zo werd er muziek gemaakt bij verschillende teerfeesten of bij een trouwerij of een verjaardag.

## Hedendaagse volksmuziek
Hedendaagsere vormen van volksmuziek zijn vaak groepen die historische teksten of composities gebruiken. Zo vond er gedurende de jaren 1950 een opflakkering plaats van de Vlaamse volksmuziek. Zo begon Wannes Van de Velde in de jaren 60 oude volksliederen te gebruiken in zijn repertoire. In 1976 ontstond de folkgroep Kadril, bekend van het lied Rozemarijn. In 1992 zag Laïs het levenslicht, wat doorgaans beschouwd wordt als de doorgroei van de Vlaamse volksmuziek naar de hedendaagse muziek. Laïs had meerdere hits waaronder 't Smidje (1998). In 2002 ontstond de groep Meander. Op vlak van instrumentale volksmuziek ontstond in 2010 Trio Dhoore, drie broers die Vlaams traditionele muziek maken.

## Flanders Folk Awards
In 2021 organiseerde het Flanders Folk Network de eerste editie van de Flanders Folk Awards. Sindsdien is de awardshow elk jaar georganiseerd.
| Jaar | Beste album                  | Beste Live band             | Beloftevolle band | Lifetime Achievement Award |
| ---- | ---------------------------- | --------------------------- | ----------------- | -------------------------- |
| 2021 | 'August' van Trio Dhoore     | Tom Theuns & Aurélie Dorzée | Bipolar Bows      |                            |
| 2022 | 'Equinox' van Sara Salvérius | Raske Drenge                |                   |                            |
| 2023 | 'Houtekiet' van MANdolinMAN  | Broes                       | Marvara           |                            |
| 2024 | 'Zwerver' van Toasaves       | Naragonia                   | Hella             | Marc Vandemoortele         |